# 武者武者道中 ティラの介
『武者武者道中 ティラの介』（むしゃむしゃどうちゅうティラのすけ）はÖYSTERによる漫画。『Nintendo Kids』（双葉社）において2003年から2004年まで連載された。無敵の恐竜侍ティラの介を主人公に、刺客の忍者スズシロ、その相棒の猿の猿楽による珍道中を描くギャグ漫画。

## 概要
諸国を旅する恐竜侍ティラの介の前に、刺客の忍者スズシロが現れた。しかしあまりにも頑丈すぎるティラの介に勝てないまま彼を追い回すうち、スズシロは次第に彼の器の大きさを感じ取り、スズシロのお供である猿の猿楽も交えていつのまにか3人で旅をするようになった。行く先で起きる事件にティラの介のパワーと食欲が炸裂し、食べ物の神様も登場して旅はにぎやかに続く。
ゲーム雑誌「Nintendo Kids」（双葉社）で2003年5月号から2004年4月号まで連載された。同誌では『ゼルダの伝説 風のタクト リンクの4コマ航海記』がÖYSTER名義で連載されており、本作品の方は別名義で掲載されていた。2007年に『光の大社員』1巻発売に合わせる形で、カラー口絵と本編の第3話・第9話を描き下ろして単行本が発売された。
子供向け作品ということで社会派ネタは抑え気味だが、作者特有の勢い、シュールさは健在である。担当編集者が読後感にこだわって何度もリテイクを出す人物であったため、どのエピソードも綺麗に終わって後味の良いものになっている。掲載誌が休刊した時点で今後この作品が世に出ることはないと作者が判断したため、その後の作品にネタがいくつか転用されている。

## 登場人物
ティラの介（ティラのすけ）
恐竜侍。着物を着て、頭頂部に髷がある。腰の刀は手が届かないので抜けないため、噛み付きと尻尾攻撃が主になる。身長は普通の人間の倍ほどあり、刃の通らない硬い皮膚と持ち前のパワーで、ほぼ無敵である。食い意地が張っていること以外は細かいことにこだわらない鷹揚な性格をしている。ティラノサウルスがモチーフで、単行本表紙（カバーの下）の記述によれば高橋英樹が演じるような侍をイメージしているとある。
スズシロ
清白と書く。ティラの介への刺客として雇われた忍者だが、なんとなく一緒に旅をすることになる。後書きによれば15〜16歳。歯に衣着せぬ素直な娘で、ティラの介に対する突っ込み役でもある。格闘能力は高く、人間相手であればちょっとした運動のつもりが道場破りになるほどの使い手である。
猿楽（えんらく）
スズシロのお供のニホンザル。言葉は喋れないがスズシロとは意思が通じ合っている。助平。
食べ物の神様（たべもののかみさま）
男だが女言葉で喋り、球形の頭にご飯を一膳載せ、つぶらな瞳に八の字髭、古代ギリシャ風の寒そうな衣装。たいがいの騒ぎの元になっている。「ショック！」（食）が口癖。相手を食べ物に変える力を持っているが、食物連鎖の頂点にいるティラの介には効かない。
ギガの介（ギガのすけ）
ティラの介の兄。スーツを着ており、社長業でいつも忙しそうにしている。ティラの介とよく似た風体だが色が濃く、部分的にギザギザしており、黒地の瞳も相まって強そうである。
カンドー奉行大泉（カンドーぶぎょうおおいずみ）
当時の日本の首相によく似た侍。感動したりする。

## 単行本
- 全1巻 2007年12月12日発行（11月12日発売） ISBN 978-4-575-94136-4